# Terra promessa
«Terra promessa» (с итал. — «Земля обетованная») — сингл известного итальянского певца и композитора Эроса Рамаццотти, который был выпущен в 1984 году в альбоме «Cuori agitati».

## Описание
После участия Рамаццотти в фестивале «Voci Nuove» в 1981 году с авторской песней «Рок-80» и выхода его дебютного сингла «Ad un amiсо», Рамаццотти принимает участие в фестивале «Сан-Ремо» с композицией «Terra promessa» и занимает первое место в номинации «Молодёжь». Именно тогда начинается его карьера, в том числе и на международном уровне, после чего Эрос начинает гастролировать по Германии, Австрии и Швейцарии.
Данная песня также была использована в качестве саундтрека к фильму «Каникулы в Америке» режиссёра Карло Ванцины.

### Переиздание
В 1997 году песня была переиздана в первом сборнике лучших песен Эроса Рамаццотти «Eros», а затем — в двойном альбоме «e²» 2007 года.

### Кавер-версии
- В 1991 году песня была перепета исполнителем Фиорелло, а в 2000 году — включена в его альбом «Grande Fratello»;
- Римская поп-группа Prophilax исполнила кавер-версию композиции «Terra promessa», которая была включена в их первый официальный альбом «Il signore delle fogne» (правда, с изменённым названием песни — «Una Figa Promessa»)

## Список композиций
1. Voglio volare — 4:02;
2. Terra promessa — 3:45;
3. Bella storia — 3:40.